# Статус міста
Ста́тус мі́ста (міське право) — система законодавчих засад, завдяки яким населений пункт набуває певних прав, що виділяють його з низки сільських населених пунктів.

## Історія
Міста як важливі територіальні центри різного типу формувалися з часів палеоліту (протоміста типу Костенок), а свій особливий статус по відношенню до сільських поселень доводили усім своїм існуванням, особливостями міського життя. Статус міст Єгипту й Шумеру, Китаю та Індії, Гелона в Скіфії та інших нерідко вівся від різноманітних божеств й правителів. Мали особливості статусного оформлення міста Стародавньої Греції та Риму, міста Північного Причорномор’я та Приазов’я.
У середньовіччя міські права давали змогу місту організовувати свою більш незалежну систему самоврядування. Статус міста населеному пункту міг надати монарх за якісь заслуги, або ж міщани викупали право йменуватись містом. Окрім благ, що приносив статус міста, з'являлись і додаткові обов’язки. Наприклад, у Кенігсберзі під час будівництва будинків власники мали враховувати ширину вулиці. Під час приймання будинку, чи будинків, вершник скакав по середині вулиці, тримаючи перпендикулярно її напрямку спис. Якщо спис одним з кінців чіпляв будь-який будинок, то його зносили. Це було пов'язано із великою вартістю землі в межах міста. На певній території, оточеній, як правило, фортечною стіною, необхідно було розмістити більшу кількість населення, ніж на такій самій території у сільських районах.

## Надання статусу
У більшості країн надання поселенню міського статусу закріплюється законодавчо, але в окремих державах це поняття не є юридичним, а лише історичним, традиційним, статистичним тощо.
Один з принципів надання населеному пункту статусу міста — чисельність населення. Згідно з рекомендаціями ООН, для можливості зіставлення урбанізації країн та інших цілей, пропонується вважати містами всі поселення, що мають 20 тис. жителів і більше.

### Міста України
В Україні населений пункт може отримати статус міста лише за окремим законом вищого законодавчого органу держави — Верховної Ради України, якщо в населеному пункті проживає не менше 10 тисяч жителів, при цьому «переважна більшість» населення має бути зайнята в галузях поза сільським господарством. Такі міста як Берестечко й Угнів — налічують менше 2 тисяч жителів, а міста Прип'ять та Чорнобиль не мають постійного населення.

### Міста колишніх республік СРСР
Мінімальний поріг населення для віднесення населеного пункту до категорії міст у колишніх республіках СРСР:
- 12 тисяч жителів — Росія;
- 10 тисяч жителів — Україна, Узбекистан, Молдова, Киргизстан, Таджикистан;
- 8 тисяч жителів — Казахстан, Вірменія, Туркменістан, Латвія (були винятки), Естонія;
- 6 тисяч жителів — Білорусь;
- 5 тисяч жителів — Грузія, Азербайджан.

У законодавстві Литви нижній ліміт чисельності населення міст встановлено не було.

## Категорії міст
Міста з чисельністю населення понад 100 тисяч жителів іменуються «великими», понад 250 тисяч — «крупними»[джерело?], понад 500 тисяч — «найбільшими», понад 1 мільйон — «мільйонниками» або (рідше) «мільйонерами». Багатомільйонні міста (іноді й «міста-мільйонери») називають «мегаполісами».